# Gordon Burford
Pour les articles homonymes, voir Burford (homonymie).
 (avril 2021).
Si vous disposez d'ouvrages ou d'articles de référence ou si vous connaissez des sites web de qualité traitant du thème abordé ici, merci de compléter l'article en donnant les références utiles à sa vérifiabilité et en les liant à la section « Notes et références ».
Gordon Burford (3 août 1919 - 12 mars 2010) était un concepteur et fabricant australien de moteurs d'avions modèles réduits. Il était le premier constructeur de modèles de moteurs d'Australie. Il a produit des milliers de moteurs de différentes conceptions, y compris les marques GeeBee, Sabre, GloChief et Taipan. Gordon était également un aéromodéliste respecté qui a commencé par le vol libre à un jeune âge, avant la Seconde Guerre mondiale, avant de se lancer dans la ligne de contrôle après la guerre.